# 九九式破甲爆雷
九九式破甲爆雷（きゅうきゅうしきはこうばくらい）は、大日本帝国陸軍の対戦車兵器である。1939年より就役し、日中戦争と第二次世界大戦で使用された。
敵戦車に向かってこれを投擲、あるいは肉薄して自らの手で装甲に貼り付けて爆発させる。その形状から亀の子などと呼ばれる。

## 概要

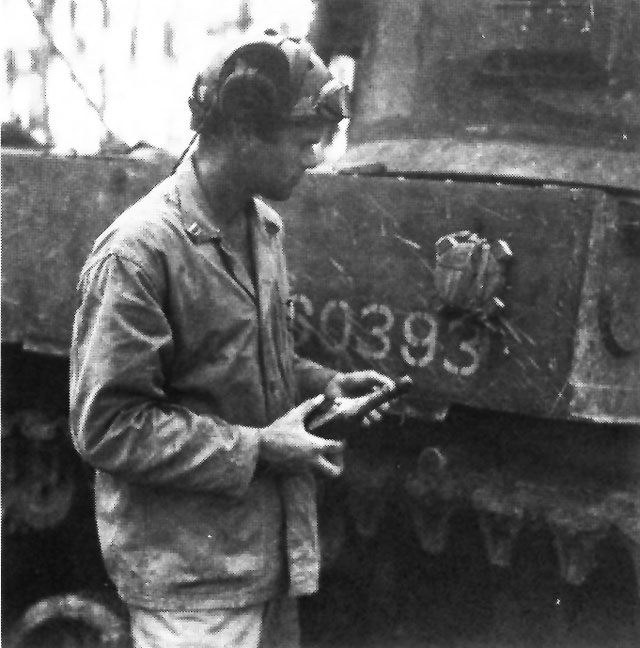
1943年8月4日から5日にかけて戦われた、ニュージョージア島、ムンダ・ポイントの作戦にて、不発の九九式破甲爆雷を戦車に吸着させて検分する海兵隊戦車長。

中央部の円形麻布製の袋が爆雷の本体であり、内部には各々被包された一号淡黄薬が8個に分割されて収められている。本体部分の四周にはフェライト磁石の一種であるOP磁石が装着されている。この形状から本爆雷は亀に例えられた。撃発装置、導火薬筒、尾筒、安全栓から構成される信管を外部に取り付けて使用する。信管は撃発式で遅延作動し、安全栓を除去してから先端を叩いて撃発させると導火薬筒に点火、10秒後に爆発する。平常時は、爆雷本体は携帯箱に20個ずつ収容して輸送され、信管は別に信管筒内に入れて携行し、爆雷を使用するときに装着した。
より大きな威力を得ようとするならば、九九式破甲爆雷を積み重ね、磁石で連結して使用することもできる。装甲破壊能力は爆風の圧力によるもので、ノイマン効果は用いられていない。ドイツ軍の成形炸薬を使用した吸着地雷は140mmの装甲を破壊でき、これと比べると著しく劣るが、日本側の試験では1個で20mm、重ねると40mmの装甲を爆砕した。米軍側の資料では、個別に使用した場合には19mmの装甲板を爆砕、2個を積み重ねた場合32mmの装甲板を爆砕できた。
このような吸着型の爆破兵器が実用化された事例としては。日本以外にドイツの吸着地雷（磁石を使用、成形炸薬式）、イギリスのNo.74粘着手榴弾（粘着剤を使用、爆風式）を挙げられる。ドイツでは、より対戦車戦闘に有効なパンツァーファウストの開発に成功した1944年以降は吸着地雷の生産を終了した。日本は終戦まで有力な携帯対戦車兵器を一線部隊に整備することができず、対戦車兵器としては九九式破甲爆雷、刺突爆雷、火炎瓶といった肉薄兵器を主力とせざるを得なかった。
1939年のノモンハン事件においてソ連赤軍の投入したBT戦車は大出力の航空用エンジンと強力な備砲により優れた機動力と攻撃力を両立していたが、装甲板は13mmから16mmと薄くエンジンはガソリンを使用していたため、地雷・火焔瓶・爆薬によって容易に炎上または破壊された。
7月2日から3日にかけて戦われたハルハ河西岸の戦闘ではソ連側の第11戦車旅団の132輌、第七装甲車旅団の154輌、装甲自動車大隊の50輌が投入され、うち100輌程度が日本軍により撃破された。ほとんどは37mm対戦車砲の砲弾による撃破であり、他は火焔瓶および爆薬による肉薄攻撃で破壊された。
理論的には10秒あれば敵戦車に貼り付けて逃げるには十分な時間であるが、複数の敵戦車が相互に援護していたり、付近に敵歩兵などがいた場合は狙い撃ちにされるため生還は困難なものとなった。しかし、ノモンハン事件初期におけるソ連側の戦車運用は、戦車と歩兵の協同を欠き、かつ日本歩兵の潜伏する陣地内への侵入を試みたため、肉薄攻撃を容易なものとした。後にこのような戦闘行動はソ連側の被った被害と戦訓から改善された。具体的には歩兵と戦車の協同と事前の偵察を行い、戦車を前衛3輌、および後衛2輌とし、日本歩兵と距離を保ちつつ相互連携し、陣地を射撃制圧する投入方法によって肉薄攻撃を封じた。結果、肉薄攻撃による戦果は激減した。
第二次世界大戦においてアメリカの戦車は僚車と無線で緊密に連携し随伴する歩兵も適切に援護するため、接近自体が困難となり非常な苦戦を強いられることとなった。

## 開発経緯
1935年（昭和10年）8月に部内の案として以下の兵器が考えられた。戦車の装甲板に吸着させて爆破し、内部の人員と内部構造主要部に損傷を与える爆発物である。1937年（昭和12年）7月、この兵器は陸機密第九二号の陸軍技術本部研究方針により正式に審査が開始された。
試作品には二種類があった。磁石で吸着するものと、爆薬自体が粘性を持ち、装甲板に吸着するものである。詳細な審査の経過は以下の通りである。
1935年（昭和10年）、習志野演習場で第一次試製品が試験された。これはMK磁石と黄色薬を組み合わせたもので、緩燃導火索で点火した。審査結果は構造と機能がおおむね良好であったが、投擲した場合には吸着力が不十分だった。1936年（昭和11年）6月、この試製品よりやや大型化された第二次試製品が部内で試験を受けた。結果はなお吸着力を向上する必要があり、8月にはMK磁石の使用を廃止し、より強力なOP磁石の使用を検討し始めた。
1937年（昭和12年）6月、これまでの試験成績を考慮し、投擲による吸着を可能とするため、陸軍造兵廠東京研究所に軟爆薬の研究を委託した。これは爆薬自体が装甲板に張り付く型式のものである。1938年（昭和14年）9月にはこの軟爆薬とOP磁石を組み合わせた試作品が完成し、部内で投擲試験を行った。吸着力は良好だった。同月、八柱演習場で20mm厚の特殊鋼板の爆破に必要な薬量概算を行った。また部内で低温試験を実施したところ、零下15度で凍結し、吸着に支障を来たした。改良を陸軍造兵廠東京研究所に委託した。
1937年（昭和12年）10月、富津射場にてOP磁石と軟爆薬、そして特殊信管を組み合わせた第三次試製品を試験した。内容は20mm厚の特殊鋼板に対する威力、各部構造と機能を試験するものだった。この試験では薬量と爆砕威力が不足し、また信管の起爆秒数に不揃いが見られた。1938年（昭和13年）2月には八柱演習場において、改善を施した第四次試製品を試験した。結果、磁石の位置を装薬の外部へ移すこと、信管延期秒数の不整は改善されたが、点火機能が不確実であると判明した。4月には軟爆薬と同時に、かねて陸軍造兵廠東京研究所にて試験製作されていた粒状の淡黄薬が完成したことからこれを試験したが、威力が少なく実用に使えないと判断された。6月、軟爆薬に耐寒性を与えるための研究が完成した。零下40度まで凍結せず、使用可能だった。ただし爆薬を収容する袋に防油処置が必要であると判定された。こののち、袋に防油処置を施して部内試験を行った。防油はできたものの耐寒性が不十分で改良の必要があった。また急速な運搬が難しく、別途に分割型の淡黄薬を用いた試作品の研究が決定された。
1938年（昭和13年）12月、分割淡黄薬を使用した試作品を使用し、八柱演習場において厚さ20mmの特殊鋼板に対する試験を行った。威力は充分であり、薬量の決定が行われた。この後、淡黄薬による第四次試製品を用いて部内で試験し、戦車天井に投擲した場合、走行中でも充分に吸着することが判明した。ここで軟爆薬を使用するタイプの破甲爆雷は研究が中止となった。1939年（昭和14年）1月、ハイラル付近で零下40度の酷寒試験を実施し、信管機能を確かめた。延期秒数は斉一だった。ただし火導薬に一部改修の必要があった。3月には部内で改良された信管を試験。成績は良好だった。4月、伊良湖射場で第五次試製品を使用し、実際に戦車の爆破を試みた。結果、九七式中戦車の装甲、最大25mm厚を完全に爆砕できることが確かめられた。また破甲爆雷1個で戦車に致命傷が与えられるとの判定が下された。7月には歩兵、騎兵、陸軍砲兵学校に実用試験を委託した。若干の修正意見の他、実用価値は充分であると認められた。10月、信管の延期時間の他、部分的に改修を実施した試作品を北満特別演習で試験し、結果は良好だった。以上の経緯から本爆雷は対戦車兵器として制式制定するべきものとし、1940年（昭和15年）1月に審査を終了した。

## 仕様
- 直径: 128mm
- 全高: 38mm（一部に37mmの記載在り）
- 全重: 1,300g
- 炸薬量: 熔製一号淡黄薬630g（TNT爆薬とRDXを使用）
- 信管長: 13cm
- 作動秒時: 10秒